# 宫部美幸
宮部美幸（日语：／ Miyabe Miyuki，1960年12月23日—），日本作家，有「平成國民作家」美譽。

## 生平
1960年生於東京都深川（现江東區門前仲町），是日本戰後經濟正逐漸起飛的年代。宮部的祖先在德川幕府末期駿河地方任小官，曾於天保年間（1830－1844年）鬧飢荒時被派遣至大阪當巡查。宮部家境並不富裕，父親謀職於鋼鐵廠，母親患有肺病，初中畢業便進入洋裁學校學裁縫。「從前那些上班的女性被稱做BG（business girl），我母親就是一個下町BG」宮部美幸表示，並形容自己的家庭是「高度成長時代的一個平凡的下町家庭」。宮部小時候很喜歡看書、聽故事，但小學、中學的作文成績並不出色。
1979年自東京都立墨田川高等學校畢業，宮部在二十三歲那年到一間法律事務所當速記員，晚上到「講談社」主辦的小說寫作研習班學習寫作。研習班的負責人是日本推理作家協會理事長山村正夫，講師都是當時著名的作家。宮部隨後考取了一級速記員的資格，其可能與她日後下筆極迅速俐落、能在極短時間內完成百萬字鉅作有關；而律師事務所的工作經驗，也讓宮部目睹了各式各樣世界上的人生悲喜劇，其深深影響了她後來的創作。宮部後來到「東京瓦斯」擔任催繳員，對此她曾表示這段工作經驗「就了解社會層面的角度來看，收穫實在是非常豐富」。
在此之前完全沒有寫作經驗的宮部美幸，隔年短篇作品《鄰人的犯罪》就獲得《ALL讀物》推理小說新人獎，出道後幾近囊括各大小獎項，連續七年榮獲《達文西》雜誌票選為日本最受歡迎女作家第一名，《模仿犯》更創下日本出版界史無前例的「六冠」榮耀。

## 評價
宮部寫作範圍廣泛，獲獎無數，大致被歸類有推理小說、時代小說與奇幻小說三大系統。與同樣身為推理作家的綾辻行人出生於同一天。
許多日本作家公認她最有資格繼承吉川英治、松本清張和司馬遼太郎的衣缽，將她封為「平成國民作家」，作家林真理子則稱她為「松本清張的女兒」。
宮部美幸寫小說，帶有一些江戶職人埋頭苦幹的精神，她曾在接受雜誌訪問時說：「對我來說，做一件工作，一定要流汗用力，才算是工作。」因此踏入文壇短短二十年，就已經完成了四十多部作品，其中還包括好幾部百萬字以上的長篇大作，創作速度著實驚人。宮部目前仍住在下町一帶。與其他兩位作家大沢在昌、京極夏彥合作官方網站「大極宮」。

## 嗜好
宮部美幸出了名的喜好電玩，自嘲玩起電玩時，會玩得連抽菸都忘了。官方網站「大極宮」上是這麼寫的：「非常喜歡唱卡拉OK跟打電玩，一年365天都要握著控制器。」
多年前她一度因病而減少工作量，為了打發時間，某位作家朋友推薦了電玩給她，沒想到從此與電玩結下不解之緣。她表示《Dream Buster》這部科幻作品的世界觀與人物設定受遊戲影響很深，並以作家的觀點嚴厲批評過PS2遊戲《俠盜銀河(Rogue Galaxy)》的劇本。
由於喜愛 2001 年的經典 PlayStation 2 遊戲《ICO》，於 2004 年將其改編爲小說《ICO: 霧之城》（講談社出版）。
《幻想水滸傳III》發售前，在官方網站連載過8篇試玩報告。看了日本動畫工作室GONZO所製作的遊戲開場動畫後，便同意將《勇者物語》交給GONZO製作成動畫作品。
宮部與女演員室井滋交好，出版過兩人的對談錄《チチンプイプイ》。並曾在2005年夏天上映的日本電影『妖怪大戰爭』中客串怪物。

## 文學賞受賞・候補歴
- 1986年 〈賀電殺人〉（收錄自《鄰人的犯罪》）第25回ALL讀物推理小説新人賞候補
- 1987年 〈鄰人的犯罪〉（收錄自《鄰人的犯罪》）第26回ALL讀物推理小説新人賞受賞
- 1988年 《鎌鼬》第12回歴史文學賞佳作入選
- 1989年 《魔術的耳語》第2回日本推理懸疑小說大賞受賞
- 1990年 〈仙人掌之花〉（收錄自《鄰人的犯罪》）第43回日本推理作家協會賞（短編及連作短編集部門）候補
- 1991年
  - 《本所深川詭怪傳說》第13回吉川英治文學新人賞受賞
  - 《Level 7》第44回日本推理作家協會賞（長編部門）候補
  - 《龍眠》第105回直木賞候補
- 1992年
  - 《不需要回答》第106回直木賞候補
  - 《龍眠》第45回日本推理作家協會賞（長編部門）受賞
  - 〈有名無實的六月〉（收錄自《寂寞獵人》）第45回日本推理作家協會賞（短編及連作短編集部門）候補
- 1993年 《火車》第6回山本周五郎賞受賞、第108回直木賞候補
- 1996年 《人質卡農》第115回直木賞候補
- 1997年 《蒲生邸事件》第18回日本SF大賞受賞、第116回直木賞候補
- 1999年 《理由》第120回直木賞受賞、第17回日本冒險小説協會大賞國内部門大賞受賞
- 2001年 《模仿犯》第55回毎日出版文化賞特別賞受賞
- 2002年 《模仿犯》第5回司馬遼太郎賞受賞、第52回藝術選獎文部科學大臣賞受賞
- 2007年 《無名毒》第41回吉川英治文學賞受賞、第4回本屋大賞第10位
- 2008年 《勇者物語》（英譯版）米尔德里德·L·巴切尔德翻译奖（Mildred L. Batchelder Award）受賞
- 2013年 《所羅門的偽證》第10回本屋大賞第7位

## 作品年表

### 現代小說（包含幻想、SF）

#### 元警犬阿正事件簿系列
- 完美的藍（パーフェクト・ブルー，1989年2月 東京創元社 / 2007年4月 獨步文化）
- 阿正當家（マサ、留守番する 蓮見探偵事務所事件簿，1997年11月 東京創元社 / 2007年11月 獨步文化）
  - 收錄作品：動人心弦（心とろかすような） / 手掌森林之中（てのひらの森の下で） / 白騎士歌唱（白い騎士は歌う） / 阿正當家（マサ、留守番する） / 阿正的辯白（マサの弁明）

#### 島崎與我系列
- 這一夜誰能安睡（今夜は眠れない，1992年2月 中央公論社 / 2006年11月 獨步文化）
- 作夢也想不到 / 少年島崎不思議事件（夢にも思わない，1995年5月 中央公論社 / 2007年3月 獨步文化）

#### Dream Buster系列
- Dream Buster（ドリームバスター，2001年11月 徳間書店）
- Dream Buster 2（ドリームバスター2，2003年3月 徳間書店）
- Dream Buster 3（ドリームバスター3，2006年3月 徳間書店）
- Dream Buster 4（ドリームバスター4，2007年5月 徳間書店）

#### 杉村三郎系列
- 誰？ Somebody（誰か Somebody，2003年11月 實業之日本社 / 2008年1月 獨步文化）
- 無名毒（名もなき毒，2006年8月 幻冬舎 / 2008年1月 獨步文化）
- 聖彼得的送葬隊伍（ペテロの葬列，2013年12月 集英社 / 2015年6月 獨步文化）
- 希望荘（2016年6月 小学館 / 2017年11月 獨步文化 / 南海出版公司（出版））
  - 收錄作品： 希望荘 / 聖域 / 砂男 / 二重身(ドッペルゲンガー)
- 沒有昨日,就沒有明天（昨日がなければ明日もない，2018年11月 文藝春秋 / 2019年9月 獨步文化）
  - 收錄作品： 絕對零度 / 華燭 / 沒有昨日,就沒有明天

#### 長靴戰士的冒險系列
- 長靴戰士的冒險（ここはボツコニアン，2012年2月 集英社）
- 長靴戰士的冒險 2 魔王街（ここはボツコニアン2 魔王がいた街，2012年11月 集英社）
- 長靴戰士的冒險 3 二軍三国志（ここはボツコニアン3 二軍三国志，2013年8月 集英社）
- 長靴戰士的冒險 4 ほらホラHorrorの村（ここはボツコニアン 4 ほらホラHorrorの村，2014年9月 集英社）
- 長靴戰士的冒險 5 FINAL ためらいの迷宮（ここはボツコニアン 5 FINAL ためらいの迷宮，2015年9月 集英社）

#### 系列外作品
- 魔術的耳語（魔術はささやく，1989年12月 新潮社 / 2006年7月 獨步文化）
- 鄰人的犯罪（我らが隣人の犯罪，1990年1月 文藝春秋 / 2005年6月 臉譜）
  - 收錄作品：鄰人的犯罪（我らが隣人の犯罪） / 這孩子是誰的（この子誰の子） / 仙人掌之花（サボテンの花） / 賀電殺人（祝・殺人） / 自殺心情（気分は自殺志願）
- 東京殺人暮色（東京殺人暮色，1990年4月 光文社）
  - 【改名】東京下町殺人暮色（東京下町殺人暮色，1994年10月 光文社文庫）
    - 【改名】刑警家的孩子（刑事の子，2011年9月 光文社BOOK WITH YOU / 2019年11月 獨步文化）
- Level 7（レベル7，1990年9月 新潮社 / 2006年7月 獨步文化）
- 龍眠（龍は眠る，1991年2月 出版藝術社 / 2006年7月 獨步文化）
- 不需要回答（返事はいらない，1991年9月 實業之日本社 / 2011年3月 獨步文化．高詹燦譯）
  - 收錄作品：不需要回答（返事はいらない） / 歡迎來Dulcinea（ドルシネアにようこそ） / 什麼也別說（言わずにおいて） / 聽得見嗎？（聞こえていますか） / 不要背叛（裏切らないで） / 我真不走運（私はついてない）
- 獵捕史奈克（スナーク狩り，1992年6月 光文社Kappa Novels / 2006年7月 獨步文化）
- 火車（火車，1992年7月 雙葉社 / 2004年12月 臉譜）
- 無止境的殺人（長い長い殺人，1992年9月 光文社 / 2006年7月 獨步文化）
- 遺留的殺意（とり残されて，1992年9月 文藝春秋 / 2021年10月 獨步文化）
  - 收錄作品：被留下來（とり残されて） / おたすけぶち / 我死了以後（私の死んだ後に） / 在場的男人（居合わせた男） / 耳語（囁く） / 永遠兩個人（いつも二人で） / 只有一人（たった一人）
- 繼父（ステップファザー・ステップ，1993年3月 講談社 / 2006年7月 獨步文化）
  - 收錄作品：繼父（ステップファーザー・ステップ） / 多災之旅（トラブル・トラベラー） / 僅此一場（ワンナイト・スタンド） / 狼狽不堪（ヘルタースケルター） / 寂寞心靈（ロンリー・ハート） / 水晶涼鎮（ハンド・クーラー） / 銀河（ミルキーウエイ）
- 寂寞獵人（淋しい狩人，1993年10月 新潮社 / 2006年11月 獨步文化）
  - 收錄作品：有名無實的六月（六月は名ばかりの月） / 默默走了（黙って逝った） / 不道歉的歲月（詫びない年月） / 吹牛喇叭（うそつき喇叭） / 扭曲的鏡面（歪んだ鏡） / 寂寞獵人（淋しい狩人）
- 地下街的雨（地下街の雨，1994年4月 集英社 / 2020年1月 獨步文化）
  - 收錄作品：地下街的雨（地下街の雨） / 絕對看不見（決して見えない） / 默契（不文律） / 串音干擾（混線） / 人生贏家（勝ち逃げ） / 骸原（ムクロバラ） / 再見，桐原（さよなら、キリハラさん）
- 鳩笛草（鳩笛草，1995年9月 光文社Kappa Novels / 2020年12月 獨步文化 / 2022年 四川科学技术出版社）
  - 收錄作品：鳩笛草 / 燔祭 / 直到腐朽為止（朽ちてゆくまで）
- 人質卡農（人質カノン，1996年1月 文藝春秋 / 2021年2月 獨步文化）
  - 收錄作品：人質卡農（人質カノン） / 十年計畫（十年計画） / 沒有過去的記事本（過去のない手帳） / 八月的雪（八月の雪） / 往事（過ぎたこと） / 生者的特權（生者の特権） / 漏心（漏れる心）
- 蒲生邸事件（蒲生邸事件，1996年9月 毎日新聞社 / 2006月7月 獨步文化）
- 理由（理由，1998年5月 朝日新聞社 / 2004年10月 獨步文化）
- 十字火燄（クロスファイア，1998年10月 光文社Kappa Novels【上・下】 / 2007年7月 獨步文化【上・下】）
- 模仿犯（模倣犯，2001年3月 小學館【上・下】 / 2004年10月 臉譜【上・下】）
- R.P.G.（R.P.G.，2001年8月 集英社文庫 / 2007年9月 獨步文化）
- 勇者物語（ブレイブ・ストーリー，2003年3月 角川書店【上・下】 / 2006年9月 獨步文化【上・下】）
- ICO -霧之城-（ICO －霧の城－，2004年6月 講談社）
- 樂園（楽園，2007年8月 文藝春秋【上・下】 / 2009年1月 獨步文化【上・下】）
- 英雄之書（英雄の書，2009年2月 毎日新聞社【上・下】 / 2010年12月 獨步文化【上・下】）
- 小暮照相館（小暮写眞館，2010年5月 講談社 / 2011年9月 獨步文化【上・下】）
- 千代子（チヨ子，2011年7月 光文社文庫 / 2012年12月 皇冠 / 2021年8月 獨步文化）
  - 收錄作品：雪姑娘（雪娘） / 玩具（オモチャ） / 千代子（チヨ子） / 石枕（いしまくら） / 聖痕（聖痕）
- 所羅門的偽證 第1部 事件（ソロモンの偽証 第1部 事件，2012年8月 新潮社 / 2014年2月 獨步文化）
- 所羅門的偽證 第2部 決心（ソロモンの偽証 第2部 決意，2012年9月 新潮社 / 2014年6月 獨步文化）
- 所羅門的偽證 第3部 法庭（ソロモンの偽証 第3部 法廷，2012年10月 新潮社 / 2014年10月 獨步文化）
- 悲嘆之門（悲嘆の門，上、下，2015年1月 毎日新聞社 / 2016年11月 獨步文化【上・下】）
- 逝去的王國之城（過ぎ去りし王国の城，2015年4月 KADOKAWA / 2017年5月 獨步文化）
- 宮辻薬東宮（2017年6月 講談社，與辻村深月,薬丸岳,東山彰良,宮内悠介合著）
- 再見的儀式（さよならの儀式，2019年7月 河出書房新社 / 2020年6月 獨步文化）
  - 收錄作品：母親的法律（母の法律） / 戰鬥員（戦闘員） / 我與「我」（わたしとワタシ） / 再見的儀式（さよならの儀式） / 向星星許願（星に願いを） / 聖痕（聖痕） / 海神之裔（海神の裔） / 保安官的明天（保安官の明日）
- 凡凡彩句：宮部美幸現代俳句小說集（ぼんぼん彩句，2023年4月 KADOKAWA / 2024年7月 獨步文化）

### 時代小說

#### 捕吏茂七系列
- 本所深川詭怪傳說（本所深川ふしぎ草紙，1991年3月 新人物往来社 / 2007年1月 獨步文化）
  - 收錄作品：單邊蘆葉 / 送行燈籠 / 擱下渠 / 不落葉的櫧樹 / 愚弄伴奏 / 洗腳宅邸 / 不滅的掛燈
- 最初物語（初ものがたり，1995年7月 PHP研究所 / 2007年2月 獨步文化）
  - 收錄作品：阿勢兇殺案（お勢殺し） / 銀魚的眼睛（白魚の目） / 千兩鰹魚（鰹千両） / 太郎柿次郎柿（太郎柿次郎柿） / 凍月（凍る月） / 遺恨櫻（遺恨の桜） / 系吉的戀情（糸吉の恋）

#### 通靈阿初系列
- 顫動岩：通靈阿初捕物帳1（震える岩 霊験お初捕物控，1993年9月 新人物往来社 / 2010年4月 獨步文化）
- 天狗風：通靈阿初捕物帳2（天狗風 霊験お初捕物控2，1997年11月 新人物往来社 / 2012年1月 獨步文化）

#### 糊塗蟲系列
- 糊塗蟲（ぼんくら，2000年4月 講談社 / 2008年8月 獨步文化【上・下】）
- 終日（日暮らし，2004年12月 講談社【上・下】/ 2009年7月 獨步文化【上・下】）
  - 收錄作品：本事（おまんま） / 討厭蟲（嫌いの虫） / 盜子魔（子盗り鬼） / 真心三昧（なけなし三昧） / 終日（日暮らし）
- 相思成災（おまえさん，2011年9月 講談社【上・下】 / 2015年10月 獨步文化【上・下】）

#### 三島屋奇異百物語系列
- 怪談：三島屋奇異百物語之始 / 怪谈百物语：事始（おそろし 三島屋変調百物語事始，2008年7月 角川書店 / 2010年8月 獨步文化 高詹燦譯 / 2019年6月 磨铁文治图书（出品）中国友谊出版公司（出版） 高詹灿译）
  - 收錄作品：曼珠沙華（曼珠沙華） / 凶宅（凶宅） / 邪戀（邪恋） / 魔鏡（魔鏡） / 滿屋作響（家鳴り）
- 暗獸：續三島屋奇異百物語 / 怪谈百物语：暗兽（あんじゅう 三島屋変調百物語事続，2010年7月 中央公論新社 / 2012年8月 獨步文化 高詹燦譯 / 2019年10月 磨铁文治图书（出品）中国友谊出版公司（出版） 高詹灿译）
  - 收錄作品：逃走的水（逃げ水） / 竹林裡冒出一千根針（藪から千本） / 暗獸（暗獣） / 吼佛（吼える仏）
- 哭泣童子 : 三島屋奇異百物語參 / 怪谈百物语：哭泣童子（泣き童子 三島屋変調百物語参之続，2013年6月 文藝春秋 / 2016年9月 獨步文化 高詹燦譯 / 2020年9月 磨铁文治图书（出品）中国友谊出版公司（出版） 高詹灿译）
  - 收錄作品： 勾魂池（魂取の池） / 雞冠山莊（くりから御殿） / 哭泣童子（泣き童子） / 細雪飄降之日的怪談（小雪舞う日の怪談語り） / 瑪古魯笛（まぐる笛） /  節氣臉（節気顔）
- 三鬼：三島屋奇異百物語四 / 怪谈百物语:三鬼（三鬼 三島屋変調百物語四之続）（2016年12月 日本経済新聞出版社 / 2018年2月 獨步文化 高詹燦譯 / 2020年11月 磨铁文治图书（出品）中国友谊出版公司（出版） 高詹灿译）
  - 收錄作品： 迷途客棧（迷いの旅籠） / 食客饑神（食客ひだる神） / 三鬼 / 倉庫大人（おくらさま）
- 怪奇草紙．三島屋奇異百物語伍 / 怪谈百物语：不能开的门（あやかし草紙 三島屋変調百物語伍之続）（2018年4月 KADOKAWA / 2019年7月 獨步文化 高詹燦譯 / 2024年 磨铁文治图书（出品）中国友谊出版公司（出版） 高詹灿译）
  - 收錄作品： 不能開的門（開けずの間） / 沉默公主（だんまり姫） / 面具之家（面の家） / 怪奇草紙（あやかし草紙） / 金眼貓（金目の猫）
- 黑武御神火府邸：三島屋奇異百物語六 / 怪谈百物语：荒宅鬼火（黒武御神火御殿 三島屋変調百物語六之続）（2019年12月 毎日新聞出版 / 2021年5月 獨步文化 高詹燦譯 / 2024年 磨铁文治图书（出品）中国友谊出版公司（出版） 高詹灿译）
  - 收錄作品： 愛哭痣（泣きぼくろ） / 婆婆的墳墓（姑の墓） / 兩人同行（同行二人） / 黑武御神火府邸（黒武御神火御殿）
- 魂手形: 三島屋奇異百物語七（魂手形 三島屋変調百物語七之続）（2021年3月 KADOKAWA / 2022年4月 獨步文化 高詹燦譯 / 2025年 磨铁文治图书（出品）中国友谊出版公司（出版） 董纾含译）
  - 收錄作品： 火焰太鼓 / 一心一意（一途の念） / 魂手形
- 如前所述： 三島屋奇異百物語八（よって件のごとし 三島屋変調百物語八之続）（2022年7月 KADOKAWA / 2024年9月 獨步文化 高詹燦譯）
  - 収録作品：骰子與牛虻（賽子と虻） / 陶鍋妻（土鍋女房） / 如前所述（よって件のごとし）
- 青瓜不動： 三島屋奇異百物語九（青瓜不動 三島屋変調百物語九之続，2023年7月 KADOKAWA / 2024年11月 獨步文化 高詹燦譯）
  - 収録作品：青瓜不動 / 噹噹人偶（だんだん人形） / 自在筆（自在の筆） / 針雨村（針雨の里）
- 猫の刻参り：三島屋変調百物語拾之続（2025年2月 新潮社）

#### 北一喜多捕物帖系列
- 北一喜多捕物帖（きたきた捕物帖，2020年5月 PHP研究所 / 2022年1月 獨步文化）
- 子寶船：北一喜多捕物帖二（子宝船 きたきた捕物帖(二)，2022年5月 PHP研究所 / 2023年9月 獨步文化）
- 偽善賊：北一喜多捕物帖三（気の毒ばたらき きたきた捕物帖（三），2024年10月 PHP研究所 / 2025年9月 獨步文化）

#### 系列外作品
- 鎌鼬（かまいたち，1992年1月 新人物往来社 / 2020年8月 獨步文化）
  - 收錄作品：鎌鼬（かまいたち） / 臘月貴客（師走の客） / 迷途之鴿（迷い鳩） / 騷動之刀（騒ぐ刀）
- 幻色江戶曆（幻色江戸ごよみ，1994年7月 新人物往来社 / 2007年1月 獨步文化）
  - 收錄作品：鬼子母火（鬼子母火） / 紅珠子（紅の玉） / 春花秋燈（春花秋燈） / 看中容貌（器量のぞみ） / 庄助的夜着（庄助の夜着） / 走失孩子的路標（まひごのしるべ） / 不倒翁貓（だるま猫） / 窄袖服的手（小袖の手） / 上吊本尊神（首吊り御本尊） / 神無月（神無月） / 侘助花（侘助の花） / 紙雪片（紙吹雪）
- 忍耐箱（堪忍箱，1996年10月 新人物往来社 / 2013年3月 獨步文化 高詹燦譯）
  - 收錄作品：忍耐箱（堪忍箱） / 綁架（かどわかし） / 仇家（敵持ち） / 十六夜骷髏（十六夜髑髏） / 帶進墳墓（お墓の下まで） / 陰謀（謀りごと） / 天平的取捨（てんびんばかり） / 砂村新田（砂村新田）
- 怪（あやし〜怪〜，2000年7月 角川書店 / 2006年8月 木馬文化　李霙綺譯 / 2020年4月 獨步文化 高詹燦譯）
  - 收錄作品：殉情（居眠り心中） / 影牢（影牢） / 棉被房（布団部屋） / 梅花雨（梅の雨降る） / 安達家的鬼（安達家の鬼） / 女人頭（女の首） / 時雨鬼（時雨鬼） / 灰神樂（灰神楽） / 蜆塚（蜆塚）
- 扮鬼臉（あかんべえ，2002年3月 PHP研究所 / 2007年7月 獨步文化）
- 孤宿之人（孤宿の人，2005年6月 新人物往来社【上・下】 / 2009年12月 獨步文化【上・下】）
- 附身（ばんば憑き，2011年3月 角川書店 / 2013年10月 獨步文化 高詹燦譯）
  - 收錄作品：和尚的壺（坊主の壺） / 阿文的影子（お文の影） / 賭博眼（博打眼） / 討債鬼（討債鬼） / 怨靈附身（ばんば憑き） / 野槌之墓（野槌の墓）
- 落櫻繽紛（桜ほうさら，2013年2月 PHP研究所 / 2015年1月 獨步文化 高詹燦譯）
- 荒神（2014年8月 朝日新聞社 / 2016年6月 獨步文化 高詹燦譯）
- 這個世界的春天（この世の春，上、下，2017年8月 新潮社 / 2019年3月 獨步文化）

#### 其他、遊記
- 平成徒步日記（平成お徒歩日記，1998年6月 新潮社 / 2012年4月 麥田）
- やっぱり宮部みゆきの怪談が大好き!（2011年8月 新人物往来社 / 2013年8月 中経出版 新人物文庫 『宮部みゆきの江戸怪談散歩』改題再編) - 宮部美幸編集、收錄與北村薫的對談、短篇「曼珠沙華」、「だるま猫」及岡本綺堂「指輪一つ」、福澤徹三「怪の再生」
- 宮部美幸全一冊（宮部みゆき全一冊，2018年10月 新潮社）－完整紀念作家出道30週年，包括單行本未收錄之短篇小說，散文，長篇採訪，作品年表

#### 繪本
- 面包鑲邊 鶴之卷（ぱんぷくりん 鶴之巻，2004年6月 PHP研究所） - 繪畫：黑鐵弘
- 面包鑲邊 龜之卷（ぱんぷくりん 亀之巻，2004年6月 PHP研究所） - 繪畫：黑鐵弘
- 面包鑲邊（ぱんぷくりん，2010年10月 PHP文芸文庫） - 繪畫：黑鐵弘
- 惡之書（悪い本，2011年10月 岩崎書店 / 2012年12月 格林文化） - 繪畫：吉田尚令
- 優蕾小鎮的庫瑪（ヨーレのクマー，2016年11月 KADOKAWA / 2020年5月 遠流） - 繪畫：佐竹美保（「悲嘆之門」中出現的虛構繪本實作化）

## 媒體化作品

### 電視劇
日本電視台
- 週二懸疑劇場
  - 賀電殺人（祝・殺人，1988年6月21日，主演：松本伊代）
  - 魔術的耳語（魔術はささやく，1990年4月3日，主演：山口智子）

富士電視台・關西電視台
- 關西電視台制作・週一晚間10點連續劇
  - 仙人掌之花（サボテンの花，1991年9月23日，主演：紺野美沙子）
  - 只有一人（たった一人，1992年8月17日，主演：畠田理恵）
  - 變身 另一個我（変身 もう一人の私，1993年6月7日，主演：伊藤和枝，原作：《不需要回答》所收錄的〈什麼也別說〉）
  - 瞬間的真實（一瞬の真実，1994年2月7日，主演：相樂晴子，原作：枝葉的真實）
  - Level 7 -空白的90日-（レベル7-空白の90日-，1994年3月28日，主演：淺野裕子）
- 週五娛樂
  - 龍眠（龍は眠る，1994年4月22日，主演：石黒賢）
- 世界奇妙物語 20周年SP・秋 〜人氣作家競演編〜「燔祭」（世にも奇妙な物語 20周年スペシャル・秋 〜人気作家競演編〜「燔祭」，2010年10月4日，主演：廣末涼子）
- 週五Prestige
  - 魔術的耳語（魔術はささやく，2011年9月9日，主演：木村佳乃）
  - 寂寞獵人（淋しい狩人，2013年9月20日，主演：北大路欣也）

朝日電視台・ABC電視台
- 週六Wide劇場
  - 命運的槍口 東京〜金澤500公里・愛與恨的旅程 無論你如何度過黑夜（運命の銃口 東京〜金沢500キロ・愛と憎しみの旅路 真夜中を突っ走れ，1992年11月21日，主演：田中邦衛，原作：獵捕史奈克）
  - 火車 信用卡破產的女人!（火車 カード破産の女!，1994年2月5日，主演：三田村邦彦）
- 幻想午夜
  - 第4集・什麼也別說（第4話・言わずにおいて，1997年10月25日，主演：河合美智子）
- 宮部美幸原作 SP劇『火車』（宮部みゆき原作 ドラマスペシャル『火車』，2011年11月5日，主演：上川隆也）

NHK
- 蒲生邸事件（1998年11月26日，主演：石田壹成）
- 週五時代劇
  - 茂七事件簿 詭怪傳說系列（主演：高橋英樹）
    - 茂七事件簿 詭怪傳說（茂七の事件簿 ふしぎ草紙，2001年6月29日-9月21日，全10集，原作：本所深川詭怪傳說 / 最初物語 / 幻色江戶曆）
    - 茂七事件簿 新詭怪傳說（茂七の事件簿 新ふしぎ草紙，2002年6月28日-9月20日，全10集，原作：鎌鼬 / 本所深川詭怪傳說 / 幻色江戶曆 / 毒壽 / 忍耐箱）
    - 茂七事件簿3 詭怪傳說（茂七の事件簿3 ふしぎ草紙，2003年7月11日-8月8日，全5集，原作：本所深川詭怪傳說 / 忍耐箱 / 鎌鼬 / 砂村新田）
- R.P.G.〜家人的秘密〜（R.P.G.〜作られた家族の秘密〜，2003年7月26日，主演：後藤真希）
- 小暮照相館（小暮写眞館，2013年3月31日-4月21日，全4集，主演：神木隆之介）
- NHK正月時代劇
  - 落櫻繽紛（桜ほうさら，2014年1月1日，主演：玉木宏）
- 怪談：三島屋奇異百物語（おそろし〜三島屋変調百物語，2014年8月30日 - ，主演：波瑠）
- 荒神（2018年2月17日，主演：内田有紀）

WOWOW
- 劇集W
  - 理由（2004年4月29日）
  - 無止境的作品（長い長い作品，2007年11月4日，主演：長塚京三）
  - 完美的藍（パーフェクト・ブルー，2010年2月7日，主演：加藤羅莎）
  - 所羅門的偽證（ソロモンの偽証，2021年，主演：上白石蓢歌）

TBS
- 繼父（ステップファザー・ステップ，2012年1月9日-3月19日，全11集，主演：上川隆也）
- 週一Golden
  - 宮部美幸・4週連續極上推理
    - 第一夜・理由（2012年5月7日，主演：寺尾聰）
    - 第二夜・獵捕史奈克（第二夜・スナーク狩り，2012年5月14日，主演：伊藤淳史）
    - 第三夜・無止境的殺人（第三夜・長い長い殺人，2012年5月21日，主演：長塚京三）
    - 第四夜・Level 7（第四夜・レベル7，2012年5月28日，主演：玉木宏、杏）
- 宮部美幸Mystery 完美的藍（宮部みゆきミステリー パーフェクト・ブルー，2012年10月8日-12月17日，全11集，主演：瀧本美織）
- 無名毒（名もなき毒，2013年7月8日-，主演：小泉孝太郎）
- 彼得的葬禮（ペテロの葬列，2014年7月7日 - ，主演：小泉孝太郎）

### 廣播劇
- 蒲生邸事件（1999年2月15日-2月26日，全10集，NHK-FM放送，出演：林泰文）
- 糊塗蟲・終日（ぼんくら・日暮らし，ABC電台）
  - 糊塗蟲（ぼんくら，2005年10月-12月，全12集）
  - 終日（日暮らし，2006年1月-3月，全12集）

### 舞台劇
- 謝謝仙人掌先生（ありがとうサボテン先生，2002年3月6日-3月28日，日生劇場，主演：碇矢長介，原作：仙人掌之花）
- 仙人掌之花（サボテンの花，2007年3月1日-3月6日，BRAVA劇院! ，演劇集團CaramelBox）

### 電影
- 理由（2004年12月18日上映，出品：Asmik Ace Entertainment，導演：大林宣彦，出品：WOWOW，主演：村田雄浩、中濱奈美子、寺島咲、岸部一德、大和田伸也）
- 勇者物語（ブレイブ・ストーリー，2006年7月8日上映，動畫，出品：華納兄弟，導演：千明孝一，配音：松隆子）
- 無止境的殺人（長い長い殺人，2008年5月31日上映，導演：麻生學，主演：長塚京三）
- 完美的藍（パーフェクト・ブルー，2010年9月18日上映，出品：角川Cineplex，導演：下山天，主演：加藤羅莎）
- 所羅門的偽證（ソロモンの偽証，前篇2015年3月7日上映；後篇2015年4月11日上映，出品：松竹，導演：成島出，主演：藤野涼子、佐佐木藏之介、夏川結衣、永作博美、小日向文世、黑木華、 尾野真千子）

### 漫畫
- 勇者物語〜新説〜（ブレイブ・ストーリー〜新説〜，2004年4月 - 2008年5月 新潮社，繪畫：小野洋一郎，全20卷）
- 勇者物語（ブレイブ・ストーリー，2006年7月 小學館，繪畫：姫川明，全1卷）
- 通靈阿初捕物帳（霊験お初捕物控，2006年11月 - 2008年6月 秋田書店，繪畫：坂口芳緒，全4卷）
- Dream Buster（ドリームバスター，2007年9月 - 2010年9月 徳間書店，繪畫：中平正彦，全7卷）
- 獵捕史奈克（スナーク狩り，2008年8月 - 2009年2月 新潮社，繪畫：大石普人，全3卷）
- 十字火燄（クロスファイア，2008年9月 - 2009年9月 Media Factory，繪畫：藤森悠悠罐，全2卷）
- 天狗風（2009年4月 - 10月 秋田書店，繪畫：坂口芳緒，全2卷）
- 十字火燄Another Story（クロスファイアアナザーストーリー，2009年9月，MF漫畫，繪畫：藤森悠悠罐，全1卷）
- 糊塗蟲（ぼんくら，2010年8月 PHP研究所，繪畫：菊地昭夫）
- 回向院的茂七〜不可思議的江戶曆〜（回向院の茂七〜ふしぎ江戸暦〜，2013年3月 LEED社，繪畫：的場健）

## 相關網站
- 大極宮（页面存档备份，存于）  - 大沢オフィス〈大沢在昌・京極夏彦・宮部みゆき〉 - 公式サイト
  - 「三人の作家たちへの質問・宮部みゆきへの質問と回答」 （页面存档备份，存于）
- TBSスペシャルドラマ企画 宮部みゆき・4週連続 “極上”ミステリー （页面存档备份，存于） - TBS